# Перевалова, Эмилия Георгиевна
Эмилия Георгиевна Перевалова  (31 декабря 1922, Трошково (Свердловская область) — 8 ноября 2012 г., Москва) — советский химик-органик, жена академика А. Н. Фрумкина. Специалист в области химии металлорганических соединений.

## Биография
Эмилия Георгиевна Перевалова родилась 31 декабря 1922 года в деревне Трошково (Свердловская область) Свердловской области. В 1940 году она поступила на Химический факультет МГУ и закончила его с отличием в 1945 году, получив Сталинскую стипендию. В 1948 году защитила кандидатскую диссертацию под руководством А. Н. Несмеянова и с 1948 по 1964 год работала на факультете, сначала в должности ассистента, а затем доцента. В 1962 году защитила докторскую диссертацию по химии ферроцена и с 1964 года стала профессором кафедры органической химии химического факультета МГУ. После смерти А. Н. Несмеянова в 1980 году она стала руководителем лаборатории металлоорганических соединений. Перевалова скончалась 8 ноября 2012 года.
Перевалова вела мемуары, посвященные жизни известных людей, с которыми она имела возможность общаться. Воспоминания об А. Н. Фрумкине, А. Н. Несмеянове и П. А. Ребиндере были опубликованы и посвящены этим учёным. Кроме того, учёный вела заметки о других людях, среди которых записки о скульпторе В. А. Сидуре, а также об академиках П. Л. Капице, И. В. Обреимове и члене-корреспонденте АН СССР В. Г. Левиче.

## Научные исследования
В 1948 г. Перевалова защитила кандидатскую диссертацию по теме «Исследование некоторых соединений трифенилметанового ряда» под руководством академика А. Н. Несмеянова. Она продолжила работу после защиты диссертации под его руководством и стала одним из его ближайших сотрудников. В 1962 г. Перевалова Э. Г. защитила докторскую диссертацию по теме химии ферроцена и продолжала заниматься темой металлорганических соединений. В 1980 году, после смерти А. Н. Несмеянова стала руководить его лабораторией металлорганических соединений.
Она является автором более 200 работ по исследованию металлоорганических соединений. Среди работ Переваловой следует отметить исследования металлорганических комплексов железа и золота.

## Педагогическая деятельность
Перевалова разработала специализированный курс, посвящённый изучению химии металлоорганических соединений, который был предназначался для студентов старших курсов. Перевалова ушла на пенсию в 1991 году и продолжала поддерживать связь с факультетом, оставаясь членом специализированного диссертационного совета по химическим наукам до 2007 года.

## Награды
В 1995 г. получила премию А. Н. Несмеянова, учреждённую Российской академией наук за выдающиеся работы в области химии элементоорганических соединений за цикл работ «Элементоорганические производные металлоценов».

## Семья
В конце 1960-х годов Эмилия Георгиевна вышла замуж за академика А. Н. Фрумкина, директора Института электрохимии АН СССР и основателя журнала «Электрохимия». После смерти мужа она договорилась со скульптором Вадимом Абрамовичем Сидуром о создании надгробия на его могиле на Новодевичьем кладбище, и в 1978 году было установлено надгробие — две соединённые бронзовые фигуры уставших приземлившихся птиц, смотрящих в небо.
Э. Г. Перевалова стала постоянным членом Оргкомитета Международных Фрумкинских симпозиумов и организовывала приёмы иностранных гостей у себя дома.
В 1989 году была опубликована книга воспоминаний об А. Н. Фрумкине, которую написала Э. Г. Перевалова, а в 2000 году Международное общество электрохимии, совместно с Московским университетом, Институтом физической химии и электрохимии имени А. Н. Фрумкина РАН и при участии Переваловой-Фрумкиной, учредило «Мемориальную медаль Фрумкина». Она была приглашена на Совещание Международного электрохимического общества 2000 года в Польше и присутствовала на вручении первой Фрумкинской памятной медали.

### Избранные работы
- Действие галогенов на золотоорганические производные ферроценового ряда // Изв. АН СССР, сер.хим., 1973, 87
- Новый тип золотоорганических комплексов // Вест. Москв. унив. Химия. 14, 1973, 387
- A.N. Nesmeyanov, E.G. Perevalova, K.I. Grandberg, D.A. Lemenovskii, T.V. Baukova, O.B. Afanassova. Новый тип золотоорганического соединения = A new type of organogold compound // Journal of Organometallic Chemistry. — 1974. — 22 января (т. 65, вып. 1). — С. 131—144.
- Обмен ртути на золото в ртутьорганических соединениях // Изв. АН СССР, сер.хим., 1974, 484
- Соли трис/трифенилфосфинзолото/оксония // Изв. АН СССР, сер.хим., 1974, 740
- Золотоорганические комплексы циклопентадиенилкарбонильных соединений марганца // Изв. АН СССР, сер.хим., 1974, 866